# Cyrtandra oreogeiton
Cyrtandra oreogeiton är en tvåhjärtbladig växtart som beskrevs av Karl Moritz Schumann. Cyrtandra oreogeiton ingår i släktet Cyrtandra och familjen Gesneriaceae. Inga underarter finns listade i Catalogue of Life.